# パスタ・フローラ

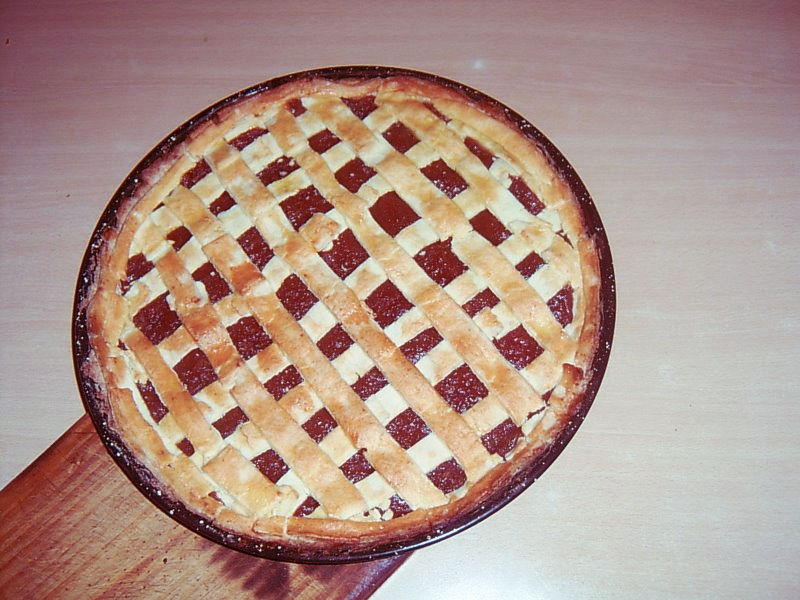
パスタ・フローラの例

パスタ・フローラ（スペイン語: Pastafrola、ギリシア語: Πάστα Φλώρα）は、アルゼンチン、パラグアイ、ウルグアイなど南米及びギリシャに見られる郷土菓子の名前。イタリアを発祥とし、タルト生地やタルトケーキを指す一般名詞としても用いられる。
ショートニングを使った厚めの生地にジャムを詰めた菓子で、主な材料は小麦粉、砂糖、卵、バター(マーガリンも可)、ジャム、レモンのゼスト、バニラエキスである。中にはマルメロジャム、サツマイモジャム、ドゥルセ・デ・レチェ(練乳のクリーム)、グアバジャム、イチゴジャムなどを詰める。 ふつは丸い形で、オーブンで焼く。

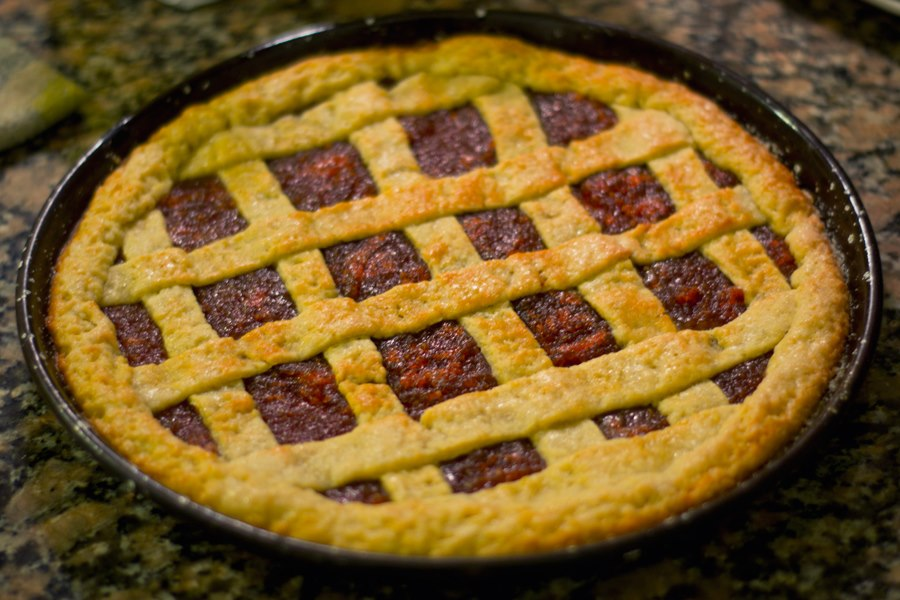
ベーキングトレイにのったアルゼンチンのパスタ・フローラ。

菓子の名前はショートニング生地を指すイタリア語の単語に由来し、イタリアの地元の菓子であるクロスタータに似ている。アルゼンチンでこの菓子が広まったのは、この地域に多数のイタリア系移民が入ったことに関連づけられる。ヨーロッパの菓子で他に似たものとしては、オーストリアのリンツァートルテやスパイスで味付けした果物をつめたスイス風タルトなどがある。
午後のデザート(メリエンダ)として饗されたり、南アメリカで人気のある飲み物であるマテ茶と一緒に食べることも多いが、一日のどの時間でも食べられる。